# アザーライフ アザードリームス
『アザーライフ アザードリームス』 (Other Life Azure Dreams) は、1997年11月13日に日本のコナミから発売されたPlayStation用ローグライクゲーム。攻略本によれば略称は「アザアザ」である。日本国外では『Azure Dreams』のタイトルで発売された。
トレジャーハンターの息子である主人公のコウを操作し、砂漠の町モンスバイアにある「魔物の塔」と呼ばれる古代遺跡を探索する事を目的としている。チュンソフトのスーパーファミコン用ソフト『トルネコの大冒険 不思議のダンジョン』（1993年）と同様のローグライクゲームであり、メモリーカード用シールが付属していた。
開発はコナミコンピュータエンタテインメント東京が行い、プロデューサーは『グラディウス外伝』（1997年）を手掛けた北上一三、モンスター・デザインは『がんばれゴエモン〜宇宙海賊アコギング〜』（1996年）を手掛けた服部桂介、音楽は『がんばれゴエモン〜宇宙海賊アコギング〜』を手掛けた田廻弘志が担当している。
1999年に『アザーライフ アザードリームスGB』としてゲームボーイカラーに移植されたが、仕様は一部異なる。また同年に「コナミ・ザ・ベスト」としてPlayStation版の廉価版が発売された。

## ゲーム内容

### システム
物語の舞台は、1つの町と、ダンジョンである魔物の塔１つだけで、それ以外の町や隠しダンジョンなどは存在しない。
主人公は、塔内で見付けた「魔物の卵」を孵化させることにより、味方モンスター「使い魔」を操ることができる。一度ダンジョンを出ると主人公のレベル・能力は初期化されるが、使い魔のレベルは維持され、塔で入手した各種アイテムも保持される。塔内で力尽きた場合は所持品をすべて失った上で町から再スタートになるが、使い魔を失うことはない。 
使い魔が戦闘に参加する際の行動は、プレーヤーがすべてを操作するのではなくAIに任せることになる。使い魔が戦闘時にどれくらい積極的に行動するかを設定する”がんばり度”が5段階で調節可能。

町には、人助け・施設建築・恋愛シミュレーションゲームのような女性キャラとの交際など、様々なイベントが用意されてはいるが、強制参加のイベントは一切ない。また仮にこれらのイベントをクリアしても、貴重なアイテムが貰えたり、塔の探索が有利になったりといった実用面でのメリットは殆どない。これは本作がその題名通り、「プレイヤーがゲーム内でもうひとつの人生を送る」というコンセプトに従って作られているからである。攻略本でも「何をしようとプレイヤーの自由」と明記されている。
本作にはストーリー上の結末も存在しない。塔の最上階でのイベントをクリアするとスタッフロールが流れるが、その翌日を舞台にゲームは再開される。
ゲーム性の特徴として高低差と属性、使い魔の合成がある。塔内では1マスごとに高さが設定されていて、近接攻撃は高いところが大幅に有利になる。敵モンスターには3種類の属性が割り当てられていて、3すくみの関係で弱点が存在する。装備品に属性がついている場合にダメージ計算に大きく影響される。入手した使い魔は合成することができ、多様な組み合わせが存在する。
持ち上げて投げる動作では様々な使い道があり、重すぎなければ使い魔を、暴れなければ敵モンスターも持ち上げることができる。

### 使い魔

#### 使い魔の能力
使い魔の融合
本作では魔物の塔に入るたびに主人公はレベルが初期化されるが、使い魔のレベルは維持される。
使い魔の育成には通常のレベルアップの他、アイテムによるステータス上昇と、使い魔同士の『融合』システムがある。
融合と言っても2種類の合成された魔物が生まれるわけではなく、母体となった魔物に他方が吸収されるという形になるが、特殊能力などの引継ぎが行われる。
魔物の特徴・才能
魔物にはその見た目の魔物が持つ「特徴」と、融合しても引き継がれる「才能」がある。
前者は、その見た目を持つ魔物ならば必ず持っており、例えばドラゴンならば「MP成長（レベルが上がるとMPも上昇する）」という特徴を持っているが、融合して別の魔物になると消滅してしまう。
そして後者は、例えばアラクネの「腕力増強（攻撃力が2倍になる）」などの才能で、こちらは見た目が変わっても融合後の使い魔に残すことが可能になる。
ただし、もともと持っている才能＋1個しか才能は持てないため、2次融合では外見に紐づいていない才能は失われてしまうのでどの魔物にどの才能を持たせるかを吟味する必要がある。
使い魔の魔法
使い魔は基本的に魔法を1種類持っている。卵から孵した段階で魔法を覚えていなくても、魔法を覚えていない魔物同士を融合すると母体となった魔物の隠し魔法が出現するようになっている。
魔法を覚えている魔物同士を融合させるとどちらの魔法も覚えている使い魔が誕生することになるが、2種類までしか魔法は覚えられず（それ以降は上書きされることになる）、その見た目の魔物が持っている魔法を忘れることは出来ない。
魔法は魔物が1レベルアップすると同じく1レベルアップするが、それぞれの魔法には元の『属性』が決まっており、魔物の属性が違っているとレベルが上がらなくなってしまう。
また、魔物が元の属性以外になると『変魔法』として効果が変わる（攻撃系の場合は属性が変わるだけだが、補助系のものは例えばレベルを下げるものが攻撃力を下げるものに変わったりするなど変化が大きい）。
その性質上、魔法を覚えさせてからレベルアップさせる必要があるため、相性や使い勝手を考える上でどの魔物にどの魔法を覚えさせて育成するかも非常に重要になってくる。

#### 戦闘中の使い魔の役割
使い魔の役割
上述したように、使い魔は塔を出てもレベルが初期化されないため、特に装備品の強化が追いつかなくなりがちな塔の後半を攻略する上では非常に重要なパートナーとなる。
単純に攻撃の手数を増やす他に、攻撃対象が増えることによるダメージの分散や特殊能力による冒険のサポートなど、その活躍の場は多岐に渡る。
ただし、使い魔は攻撃や魔法はもちろん、移動等の行動をするたびにMPを消費し、それが尽きれば一切の行動が出来なくなってしまう。
使い魔の戦闘中の行動
使い魔にはAIをこちらで設定することが出来、基本的にはそのAIに則った自動的な行動が行われる他、「命令」として次のターンに行う行動を直接こちらで指示することも出来る。使い魔が行う行動としては
- 直接魔法：魔法を直接対象にぶつける。ダメージを与えたり、回復したりなど。最もMPの消費が激しい。
- 協力魔法：主人公の攻撃に魔法を併せる。ダメージを上積みしたり、ステータス異常を与えたりするが属性の相性によってはダメージが減少することも。MPはあまり消費しない。
- 直接攻撃：側にいる魔物に直接攻撃を与える。基本的に一撃に付きMP1を消費。
- 特殊能力：各々の持っている特殊能力を行使。MP消費はピンキリだがかなり多い。

などがあるが、完全にAI任せの場合、あまり賢くない動き方をすることも多いため、状況に応じて最善の行動を取らせる必要がある。

## ストーリー
砂漠の町・モンスバイア。ここには、「魔物の塔」と呼ばれる古代遺跡があった。数知れぬ魔物と財宝が眠るこの塔に、トレジャーハンター達は次々と挑んで行った。ある時、町一番のハンターと呼ばれた男が、塔に入ったまま戻って来なかった。それから7年経ったいま、彼の残した息子は塔に入ることを許される年齢を迎える。

## 主な登場人物

### 主人公とその家族
コウ
主人公。名前は変更可能。この世界における男子の成人年齢である15歳を迎え、塔に入ることを許された少年。
悪戯好きの女好きで、町中から顰蹙を買っていた「悪ガキ」だったが、早く塔に挑みたいという父譲りの冒険心を燃やしていた。
ガイ声 - 吉原丈二
コウの父。モンスバイア出身ではなく、大陸の西の方にある町から旅をしてここに辿り着いたという。
7年前に塔に入ったきり、戻って来なかった。当時27歳。
町一番の魔物使い「ビーストマスター」と呼ばれており、現在でもその姿は町の大人達の記憶に焼きついている。
幼少時代のコウに「男は女を大切にしなくてはならない」と教えている。
リース声 - 岡本嘉子
コウの母。33歳。夫と共にこの町にやってきた。ガイが行方不明になったあと、彼の残した使い魔を売り、コウとウェディを育ててきた。
ゲーム中は彼女に話すことでセーブが行える。
ウェディ声 - 渕崎ゆり子
コウの妹。7歳。ガイが行方不明になった時は母の腹の中にいたため、父の顔を知らない。口調は年齢の割に幼く、他人の語尾を真似したがる。
ゲーム中では話しかけると魔物図鑑を見せてくれる。
キューン声 - 渡辺久美子
コウが初めて塔に入ろうとする際に出会う魔物。人間並みの知能を持ち、言葉も話す。
かつては優秀な魔物使いに飼われていたが、主人に死なれてからは喋れることを理由に人間に気味悪がられていたという。コウのことが気に入ったらしく、彼の使い魔になると言い出す。
種族としての設定上では、かつてペット用に品種改良されたドラゴンとなっている。一人称は「おいら」。名前は変更可能。
攻略本によると、家ではウェディに弄ばれているらしい。

### 恋愛イベントの攻略対象
全部で7人おり、それぞれ違った手順を踏むことで、恋人関係となることができる。なお、全員同時に攻略可能である。

#### 最初からいるキャラクター
ゲーム開始時点で、既に登場しているキャラクター。全員コウと顔見知りである。
ニコ・サウジー声 - 折笠愛
15歳。コウの幼馴染で、隣家に住んでいる。幼い頃は泣き虫で、コウにいじめられていた。初恋の相手はガイであったらしい。
父親と2人暮らしで、口調は荒っぽい。毎朝コウを手荒な方法で起こしに来る。
かつてガイから遠くの町の話を聞かされており、砂埃だらけのモンスバイアを文化的な町にしようと考え、公園を作るための募金集めを行っている。
「文化的」という言葉に並々ならぬ拘りを持っているが、彼女にとって他の町とはガイから聞いた話が全てであるため、話に出てこなかったものは文化的とは認識できないらしい。
セルフィ・ロード声 - 金月真美
町一番の大金持ちであるロード家の娘。この世界における女性の成人年齢である16歳を迎え、塔で魔法使いとしての修行を行っている。
魔法は得意だが格闘は苦手らしく、ザコモンスター相手にも苦戦していた。
性格は高飛車で、町の人々を卑しい者と見下している。男の前では基本的に可愛い女を演じるが、コウのことは野蛮人扱いをしており、「たらこくちびる」と呼んでバカにしていた。
しかしある出来事を切っ掛けに、彼を見る目が次第に変わり始める。なぜかザコモンスター「プルンパ」の卵を大事にしている。
攻略本によると、塔の2階にある大木がお気に入りの場所らしい。
ファー・ゴッツ声 - 中友子
15歳。大陸の西にある町の大商人の娘であったが、家を飛び出してモンスバイアにやってきた。
万屋を経営しており、金にうるさい。口調は関西弁。好物はたこ焼きで、故郷では毎日食べていたという。
気が強くお調子者でもあり、一度喋りだすと歯止めが利かなくなる。
コウにはいつも憎まれ口を叩いていたが、塔に行くことで逞しくなっていく彼の変化に驚くようになる。
パティ・パン声 - 渕崎ゆり子
14歳。町のレストランの主人「コッペ・パン」の娘で、ウェイトレスとして働いている。自身も料理の修行をしており、「光エビフライ」という料理が得意。
働き者で気立ても良いが、無銭飲食者には徹底して冷たく接する。

#### 追加されるキャラクター
特定のイベントによって登場するキャラクター達で、最初はコウとの面識は無い。
ミア・ミリア声 - 玉川紗己子
13歳。「ユウキ・カツ」という作家の小説が好きで図書館に通っている。分厚い眼鏡をかけており、外すと殆ど何も見えなくなる。
喋り方は非常にスローペース。人と会話しているうちにいつの間にか自分1人の世界に入っていることも。
一見のんびり屋だが、本性は盗聴とストーキング好きで、かなり陰湿な性格である。
チェリル・チャイルド声 - 川村万梨阿
16歳。重い病気を患っており、一生ベッドで寝たままだと診断されていた少女。友達もおらず、「チャッピィ」というぬいぐるみを唯一の友と呼んでいた。
いつも窓から外を見ており、この窓とベッドが自分の世界の全てだと語る。コウの行動次第で、2種類の道のどちらかを歩むことになる。
攻略本によると母のナディアと2人暮らしで、父はいないという。
ビビアン・メルカ声 - 中山真奈美
18歳。町の酒場に雇われた踊り子。大きな舞台で踊ることが夢で、かつてハルカの町を訪れたがそこの劇場は既に無くなっており、気を落としていた。
踊ることを何よりも愛している。ギャンブル好きでもある。カナヅチ。

### その他の登場人物
ゴーシュ・ロード声 - 檜山修之
16歳。セルフィの双子の兄で、自称「モンスバイアの貴公子」。塔内で剣士としての修行を行っている。
何かにつけてキザな言動を取り、理由は不明だがことあるごとにコウに嫌味を言い、妹に彼の悪口を吹き込んでいる。
「美しい女性全ての味方」を名乗り、該当する女性には恭しく接するが、それ以外の女性は徹底的に見下す。
このように性格はかなり悪いが、コウからは一応友人と見なされている。普段はクールに振舞っているが、コウが女性に好かれると絶叫して現実逃避を始める。
ペン
15歳。大工のトンカ親方の弟子。細工物が得意で、いつか町に遊技場を建てたいと願っている。
条件次第ではその夢を叶えてあげることもできるが、その途端町から姿を消し、登場しなくなる。
バリー
18歳。武器屋の息子で、15歳の時に父親から店を任されるようになった。
コウの悪戯の被害者でもあったが、次第に逞しくなっていく彼に同性愛的な感情を寄せるようになる。かなり太目だが体を動かすことは好き。
フォン
ファーと同じく大陸の西からやってきた人物で、眼鏡をかけた芸人。常にモミ手をしており、コウに演芸場の建設をねだってくる。
叶えた場合はそこの支配人に勝手におさまる。
ベルド
塔の31階で、突如コウの前に姿を現す謎の男。最強の魔導師を名乗り、最上階へ来るようにと告げるが…。

## 登場する魔物たち
本作に登場する魔物は、火・水・風の3つの属性のどれかに属している。火は風に、風は水に、水は火にそれぞれ強いという、3すくみの関係にある。☆マークが付いた魔物は味方専用、★マークは敵のみとなっている。
ちなみに、レベルも関係してくるため敵として登場する場合に強くても味方にしたときに強いとは限らない。ただし、各種のステータスを上昇させるアイテムを使ったり（使い魔の能力は塔を出ても下がらない）、魔物の融合したりすることで弱点を補ったり長所を伸ばして非常に強力な使い魔を育てることが出来る。

## 他機種版
| No. | タイトル                        | 発売日                        | 対応機種           | 開発元    | 発売元 | メディア                | 型式                                   | 備考                                      | 出典 |
| --- | ------------------------------- | ----------------------------- | ------------------ | --------- | ------ | ----------------------- | -------------------------------------- | ----------------------------------------- | ---- |
| 1   | アザーライフ アザードリームスGB | 1999年8月5日 2000年2月 2000年 | ゲームボーイカラー | KCE名古屋 | コナミ | 8メガビットロムカセット | DMG-AAZJ-JPN DMG-AAZE-USA DMG-AAYP-EUR | 通信ケーブル対応 スーパーゲームボーイ対応 |      |

ゲームボーイカラー版
基本的な部分はPS版と同じだが、グラフィックが3Dから2Dになり、またPS版にあったボイス、ダンジョンでの高低差、斜め移動などの要素がなくなっている。恋愛・建設などのイベントも一部省略され、さらにキャラクターデザインもPS版から一部変更となっている。
一方でゲームボーイ版の追加要素として、魔物の塔の中でのイベントや魔物の数、制覇後の冒険の続きなどの面で増補されている。

## スタッフ
- ディレクター、世界設定デザイン：堀尾健一郎
- シナリオ：山田耕司、堀尾健一郎
- キャラクター・デザイン：山田耕司
- モンスター・デザイン：服部桂介
- プログラム：函館次郎、堀尾健一郎、小木曽一公、石川和男、菊地雄治、長倉政章
- シナリオ・コーディング：萩原徹、KOMA、岩倉宏介、佐藤宏樹、金口健二、八嶋雅子
- デザイン：山田耕司、服部桂介、青木洋子、田島輝人
- ムービー：中野和明、今泉健一郎、ただのつぐお
- ロゴデザイン：米堂謙子
- 音楽：田廻弘志
- 効果音：野口洋江
- ムービー音響効果：いもほれいまい（今井一仁）
- 音声収録ディレクター：阪上登
- サウンド・プログラム：松川智禎、山根清彦
- サウンド編集：ふらっとらいん、笠井秀樹
- 協力：原田昌亮、ぷろだくしょんバオバブ、大沢事務所、青二プロダクション、シグマ・セブン、アーツビジョン、ビデオサンモール
- スーパーバイザー：米岡正紀
- プロデューサー：北上一三

## 評価
PlayStation版
ゲーム誌『ファミ通』の「クロスレビュー」では合計29点（満40点）、『PlayStation Magazine』の読者投票による「ゲーム通信簿」での評価は以下の通り、23.0点（満30点）となっている。
| 項目 | キャラクタ | 音楽 | お買得度 | 操作性 | 熱中度 | オリジナリティ | 総合 |
| 得点 | 4.0        | 3.8  | 3.9      | 3.7    | 3.8    | 3.8            | 23.0 |

ゲームボーイカラー版
ゲーム誌『ファミ通』の「クロスレビュー」では合計24点（満40点）となっている。